# Matelea hastata
Matelea hastata är en oleanderväxtart som beskrevs av Brother Alain. Matelea hastata ingår i släktet Matelea och familjen oleanderväxter. Inga underarter finns listade i Catalogue of Life.